# Skołobiw (hromada Łuhyny)
Skołobiw (ukr. Сколобів) – wieś na Ukrainie, w obwodzie żytomierskim, w rejonie żytomierskim, w hromadzie Łuhyny. W 2001 liczyła 359 mieszkańców, spośród których 359 wskazało jako ojczysty język ukraiński, a 1 rosyjski.